# Saint-Ouen-le-Brisoult
Saint-Ouen-le-Brisoult település Franciaországban, Orne megyében. Lakosainak száma 125 fő (2022. január 1.). Saint-Ouen-le-Brisoult Madré, Neuilly-le-Vendin, Méhoudin, Saint-Patrice-du-Désert és La Ferté Macé községekkel határos.

## Népesség
A település népessége az elmúlt években az alábbi módon változott:
| Lakosok száma | 125  | 124  | 128  | 123  | 122  | 121  | 119  | 122  | 125  |
|               | 2013 | 2015 | 2016 | 2017 | 2018 | 2019 | 2020 | 2021 | 2022 |